# Zöldes bronzmoly
A zöldes bronzmoly (Roeslerstammia erxlebella) a valódi lepkék (Glossata) közé sorolt bronzmolyfélék (Roeslerstammiidae) családjának egyik, Magyarországon is élő faja.

## Elterjedése, élőhelye
Közép-európai faj, hazánkból szórványosan került elő.

## Megjelenése
Ibolyás-bronzos színű, fényes szárnyának fesztávolsága 14–15 mm.

## Életmódja
Évente egy nemzedéke kel ki; a lepkék május–júniusban rajzanak. Vegyes erdőkben nappal repül, de éjszaka a mesterséges fény is vonzza. A hernyók ősszel a hárs (Tilia) levelein élnek.

## Külső hivatkozások
- Mészáros Zoltán – Szabóky Csaba: A magyarországi molylepkék gyakorlati albuma. Budapest: Agroinform. 2005.  arch Hozzáférés: 2018. április 6. (PDF)